# Diostracus ramulosus
Diostracus ramulosus är en tvåvingeart som beskrevs av Sadao Takagi 1972. Diostracus ramulosus ingår i släktet Diostracus och familjen styltflugor.
Artens utbredningsområde är Nepal. Inga underarter finns listade i Catalogue of Life.